# Ökenhibiskus
Ökenhibiskus (Alyogyne huegelii) är en art i familjen malvaväxter som är inhemsk i Australien. Arten odlas ibland som krukväxt i Sverige. Den kallas ibland populärt för blå hibiskus.

## Synonymer
Hibiscus geranifolius Turcz.
Hibiscus grossulariaefolius Miq.
Hibiscus huegelii Endl.
Hibiscus huegelii var. angulatus Benth.
Hibiscus huegelii var. glabrescens Benth.
Hibiscus huegelii var. leptochlamys Benth.
Hibiscus huegelii var. wrayae (Lindley) Benth.
Hibiscus meisneri Miq.
Hibiscus pinonianus Miq. nom. illeg.
Hibiscus wrayae Lindley
Pariti wrayae (Lindley) Walp.